# لاکرن (مریلند)
لاکرن (به انگلیسی: Lochearn) شهری در ایالت مریلند کشور ایالات متحده آمریکا است که جمعیت آن در سرشماری سال ۲۰۱۰ میلادی، ۲۵٬۳۳۳ نفر بوده‌است.